# Tylenchidae
Tylenchidae zijn een familie van rondwormen (nematoden).

## Taxonomie
De volgende taxa zijn bij de familie ingedeeld:
- Onderfamilie Atylenchinae Skarbilovich, 1959
- Onderfamilie Boleodorinae Khan, 1964
- Onderfamilie Ecphyadophorinae Skarbilovich, 1959
- Onderfamilie Tylenchinae Örley

  - Geslacht Malenchus Andrássy, 1968
- Onderfamilie Tylodorinae Paramonov, 1967

### Synoniemen
- Aglenchinae Siddiqui & Khan, 1983 => Atylenchinae Skarbilovich, 1959
- Antarctenchinae Spaull, 1972 => Atylenchinae Skarbilovich, 1959
- Basiriinae Decker, 1972 => Boleodorinae Khan, 1964
- Dactorylenchinae Wu, 1969 => Tylenchinae Örley
- Duosulciinae Siddiqi, 1979 => Tylenchinae Örley
- Ecphyadophoroidinae Siddiqi, 1986 => Ecphyadophorinae Skarbilovich, 1959
- Epicharinematinae Maqbool & Shahina, 1985 => Ecphyadophorinae Skarbilovich, 1959
- Leipotylenchinae Sher, 1973 => Boleodorinae Khan, 1964
- Pleurotylenchinae Andrássy, 1976 => Atylenchinae Skarbilovich, 1959
- Psilenchinae Paramonov, 1967 => Boleodorinae Khan, 1964